# Cuiarana
A cuiarana (Terminalia grandis) é uma árvore da Amazônia cuja madeira tem valor comercial.

## Etimologia
"Cuiarana" é oriundo do termo tupi kuya'rana, que significa "semelhante a cuia".

## Características
Atinge 45 metros de altura e diâmetro à altura do peito de 1,40 metros.

## Ocorrência
Amazônia brasileira, boliviana, venezuelana e das Guianas.